# Prato Sport Club 1931-1932
Questa voce raccoglie le informazioni riguardanti il Prato Sport Club nelle competizioni ufficiali della stagione 1931-1932.

## Rosa
| N. |                   | Ruolo | Calciatore        |
| -- | ----------------- | ----- | ----------------- |
|    | Italia (bandiera) | C     | Rolando Bardazzi  |
|    | Italia (bandiera) | C     | Edgardo Bassi     |
|    | Italia (bandiera) | C     | Bosio (II)        |
|    | Italia (bandiera) | D     | Guido Bosio (I)   |
|    | Italia (bandiera) | D     | Carlo Ciardi      |
|    | Italia (bandiera) | D     | Gugliemo Cudicini |
|    | Italia (bandiera) | C     | Augusto Ferrais   |
|    | Italia (bandiera) | A     | Remo Galli        |
|    | Italia (bandiera) | A     | Mario Gelada      |
|    | Italia (bandiera) | D     | Gelsomini         |

| N. |                   | Ruolo | Calciatore        |
| -- | ----------------- | ----- | ----------------- |
|    | Italia (bandiera) | P     | Wisman Gori       |
|    | Italia (bandiera) | C     | Mario Marini      |
|    | Italia (bandiera) | C     | Giovanni Mazzoni  |
|    | Italia (bandiera) | A     | Mario Meucci      |
|    | Italia (bandiera) | A     | Corinto Miliotti  |
|    | Italia (bandiera) | C     | Selvaggio Morelli |
|    | Italia (bandiera) | P     | Nilo Loris Nesti  |
|    | Italia (bandiera) | D     | Walter Piccioli   |
|    | Italia (bandiera) | A     | Urbino Tempestini |